# 托澤爾省
托澤爾省（阿拉伯语：‎）是突尼西亞西部的一個省，西鄰阿爾及利亞。面積4,719平方公里，2004年人口97,526人。首府托澤爾。下分五縣。